# Aljucén
Aljucén ist ein Ort und eine Gemeinde (municipio) mit 255 Einwohnern (Stand: 2024) im Norden der spanischen Provinz Badajoz in der Autonomen Gemeinschaft Extremadura.

## Lage und Klima
Der Ort Aljucén liegt am Río Aljucén knapp 15 km (Fahrtstrecke) nördlich von Mérida in einer Höhe von ca. 240 bis 280 m ü. d. M. Das Klima im Winter ist gemäßigt, im Sommer dagegen warm bis heiß; die geringen Niederschlagsmengen (ca. 495 mm/Jahr) fallen – mit Ausnahme der nahezu regenlosen Sommermonate – verteilt übers ganze Jahr.

## Bevölkerungsentwicklung
| Jahr      | 1857 | 1900 | 1950 | 2000 | 2016 |
| Einwohner | 348  | 417  | 826  | 255  | 249  |

Der deutliche Bevölkerungsrückgang seit den 1950er Jahren ist im Wesentlichen auf die Mechanisierung der Landwirtschaft, die Aufgabe von bäuerlichen Kleinbetrieben und den daraus resultierenden Verlust von Arbeitsplätzen zurückzuführen.

## Wirtschaft
Während das Umland über Jahrhunderte in hohem Maße landwirtschaftlich geprägt war, ließen sich im Ort selbst auch Kleinhändler, Handwerker und Dienstleister aller Art nieder.

## Geschichte
Aljucén liegt an der bereits in der Antike genutzten und von den Römern ausgebauten Via de la Plata, einer Straßenverbindung von Hispalis (Sevilla) nach Asturica Augusta (Astorga). Der Name des Ortes stammt jedoch aus dem Arabischen (الحصين al-ḥuṣayn = „Festung“), was als Hinweis auf eine ehemals hier vorhandene Burg verstanden werden kann. Um das Jahr 1230 wurde er aus den Händen der Mauren zurückerobert (reconquista); zeitweise gehörte er zum Besitz des Santiagoordens. Heute ist der Ort eine Station am südspanischen Jakobsweg.

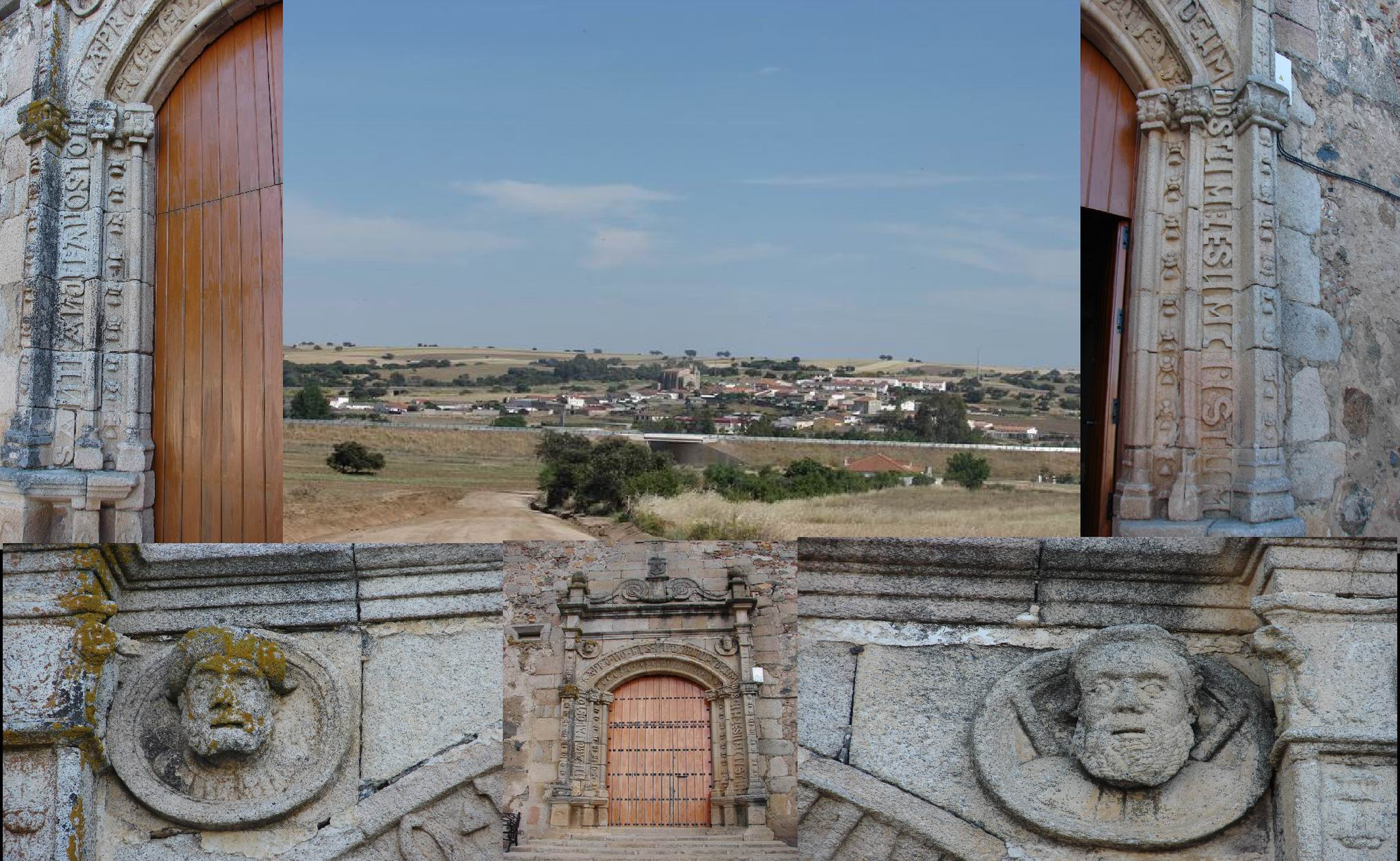
Portal der Kirche (Fotomontage)

## Sehenswürdigkeiten
- Einziges Bauwerk von historischem Interesse ist die im 16. Jahrhundert in einer Mischung von Bruch- und Ziegelsteinen errichtete einschiffige Kirche San Andrés Apóstol, deren aus exakt behauenen Steinen gefügtes Renaissanceportal mit einer Archivolten-Inschrift versehen ist: Sant Andrés Apóstol, Ora Pro Nobis. Dominium Deum Nostrum Jesu Christum. Zwei bärtige Köpfe in den Bogenzwickeln stellen wahrscheinlich die Apostel Jakobus (Santiago, mit Hutkrempe) und Andreas (Andreaskreuz) dar.[9]

Umgebung
- Circa zehn Kilometer westlich und circa 400 m südlich der Straße nach La Nava de Santiago liegt der neolithische Dolmen von Lácara.